# Biarum crispulum
Biarum crispulum är en kallaväxtart som först beskrevs av Heinrich Wilhelm Schott, och fick sitt nu gällande namn av Adolf Engler. Biarum crispulum ingår i släktet Biarum och familjen kallaväxter. Inga underarter finns listade.